# Eerste Kamerverkiezingen 2023/Kandidatenlijst/PvdA
De kandidatenlijst voor de Eerste Kamerverkiezingen van 2023 van de lijst  Partij van de Arbeid (P.v.d.A.) (lijstnummer 6) is na controle door de Kiesraad vastgesteld.

## Achtergrond
Bij de Partij van de Arbeid stelde eerst een kandidaatsstellingscommissie onder leiding van Job Cohen een conceptkieslijst op. Het partijbestuur stelde vervolgens op basis van dat advies een lijst vast. Daarbij werd fors afgeweken van de geadviseerde lijst, tot onvrede van Cohen. Zittende senatoren Ruud Koole en Hamit Karakus werden bijvoorbeeld van een verkiesbare plaats naar een onverkiesbare plaats verplaatst. Zij trokken zich daarop terug. Zittend senator Ferd Crone werd daarentegen van plaats tien naar plaats zes verplaatst. Op het partijcongres in februari 2023 werd er geklaagd over de gang van zaken, maar werd de kandidatenlijst alsnog ongewijzigd vastgesteld.

## De lijst
1. Mei Li Vos
2. Jeroen Recourt
3. Hetty Janssen
4. Randy Martens
5. Mary Fiers
6. Ferd Crone
7. Artie Ramsodit-de Graaf
8. Marnix Norder
9. Naomi Woltring
10. André Knottnerus
11. Antoinette Knoet-Michels
12. Michael Yap
13. Willemijn Zwart
14. Gabriël van Rosmalen
15. Marene Elgershuizen
16. Duco Bannink
17. Jessica Hoitink
18. Arjen Berkvens
19. Monique Bekkenutte
20. Frank van de Wolde

FVD · VVD · CDA · GroenLinks · D66 · PvdA · PVV · SP · ChristenUnie · Partij voor de Dieren · 50PLUS · SGP · OPNL · JA21 · BBB · Volt
1946 · 1948 · 1951 · 1952 · 1955 · 1956 (I) · 1956 (II) · 1960 · 1963 · 1966 · 1969 · 1971 · 1974 · 1977 · 1980 · 1981 · 1983 · 1986 · 1987 · 1991 · 1995 · 1999 · 2003 · 2007 · 2011 · 2015 · 2019 · 2023